# Труда

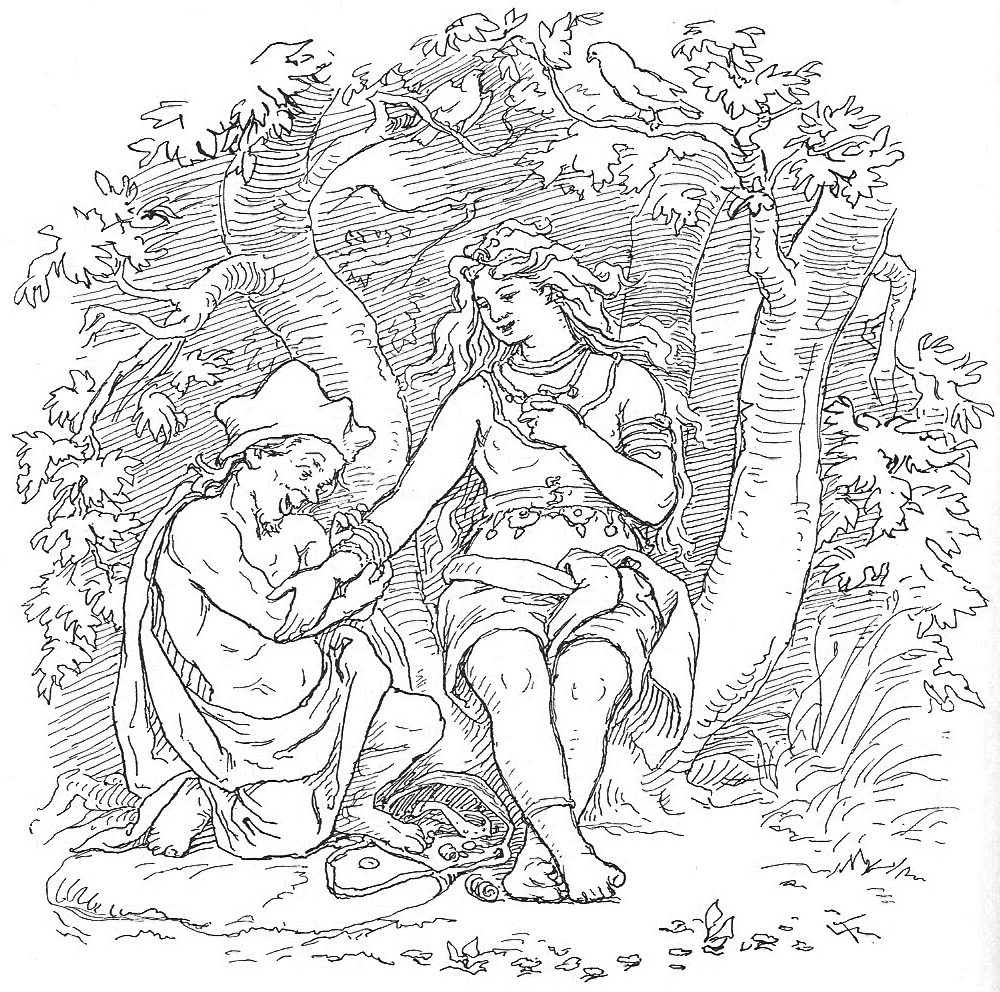
Альвіс та Труда (Лоренц Фрьоліх)

Труда або Фруда (давньосканд. Þrúðr) — донька Тора та Сіф. Також це ім'я однієї з валькірій в германо-скандинавській міфології. Чи це одна й та сама особа — не відомо.
Згадується в легендах у зв'язку зі сватанням Альвіса до асів.
Також ім'я Труда фігурує на рунічному камені Карлеві на острові Еланд у Швеції як кеннінґ «бойове дерево Труди», що означає вождь.